# Godesberské memorandum

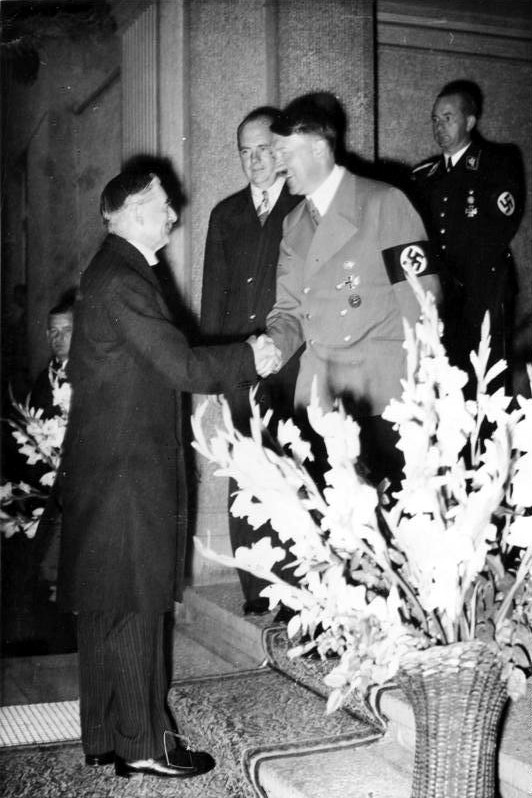
Setkání Adolfa Hitlera a Nevilla Chamberlaina před Hotelem Dreesen v Bad Godesbergu 24. září 1938

Godesberské memorandum je dokument vydaný Adolfem Hitlerem v ranních hodinách 24. září 1938 týkající se Sudet a obsahující ultimátum určeného vládě Československa.
Memorandum bylo pojmenováno po městu Bad Godesbergu, kde se Hitler setkal s Neville Chamberlainem při dlouhých rozhovorech 23. září, které pokračovaly do dalšího dne.
Poté, co byl francouzským a britským vyslancem předložen tzv. anglo-francouzský plán, který po nátlaku československá vláda přijala, Hitlerovi tento ústupek nestačil a výsledkem byla nová jednání mezi britským premiérem Nevillem Chamberlainem a německým kancléřem Adolfem Hiltlerem 22. září v Bad Godesbergu, která byla shrnuta do Godesberského memoranda. Memorandum bylo československé vládě předáno 24. září 1938. Dne 25. září 1938 československá vláda memorandum cestou vyslance v Londýně Jana Masaryka odmítla.